# Marsa (Malta)
Marsa (malt. Il-Marsa) – jedna z jednostek administracyjnych na Malcie. Mieszka tutaj 4 401 osób. Odbył się tutaj Konkurs Piosenki Eurowizji Junior 2014.

## Gospodarka
Od 1953 do 2014 roku funkcjonowała tutaj elektrownia Marsa (Marsa Power Station) zasilana olejem, która dostarczała większość energii elektrycznej na Malcie. W miejscu elektrowni zostanie zbudowane nowe centrum dystrybucji energii. Działa tutaj także Mediterranean Offshore Bunkering Co. Ltd (MOBC), firma pod kontrolą państwa zajmująca się magazynowaniem.
MaltaPost ma swoją siedzibę przy Qormi Road

## Turystyka
- Kościół Świętej Trójcy (Trinity Church) z 1913 roku
- Kaplica Najświętszego Serca Pana Jezusa (Chapel of the Sacred Heart of Jesus)
- Bateria Jesuit Hill z 1799 roku
- Villa Violette

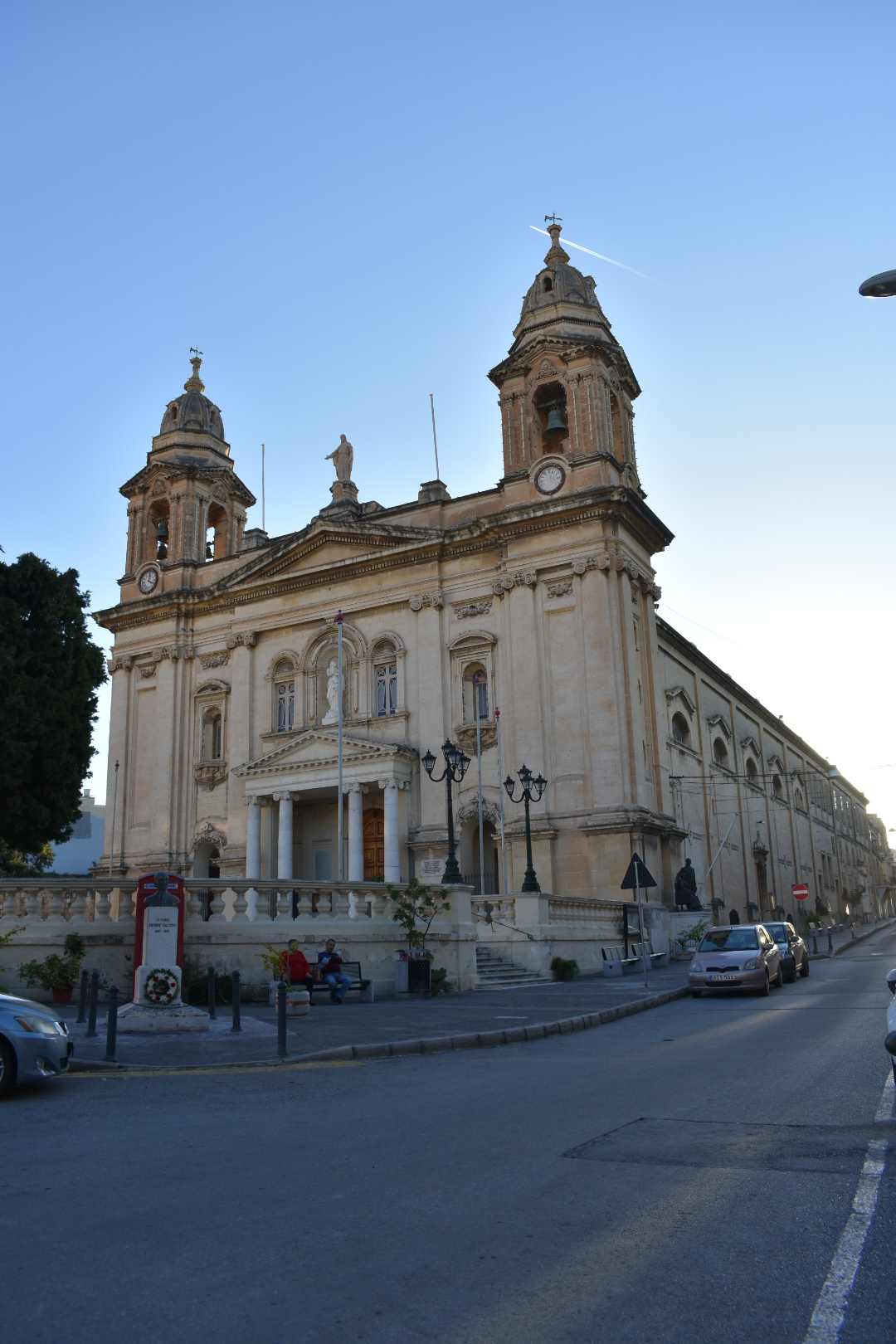
Kościół Świętej Trójcy
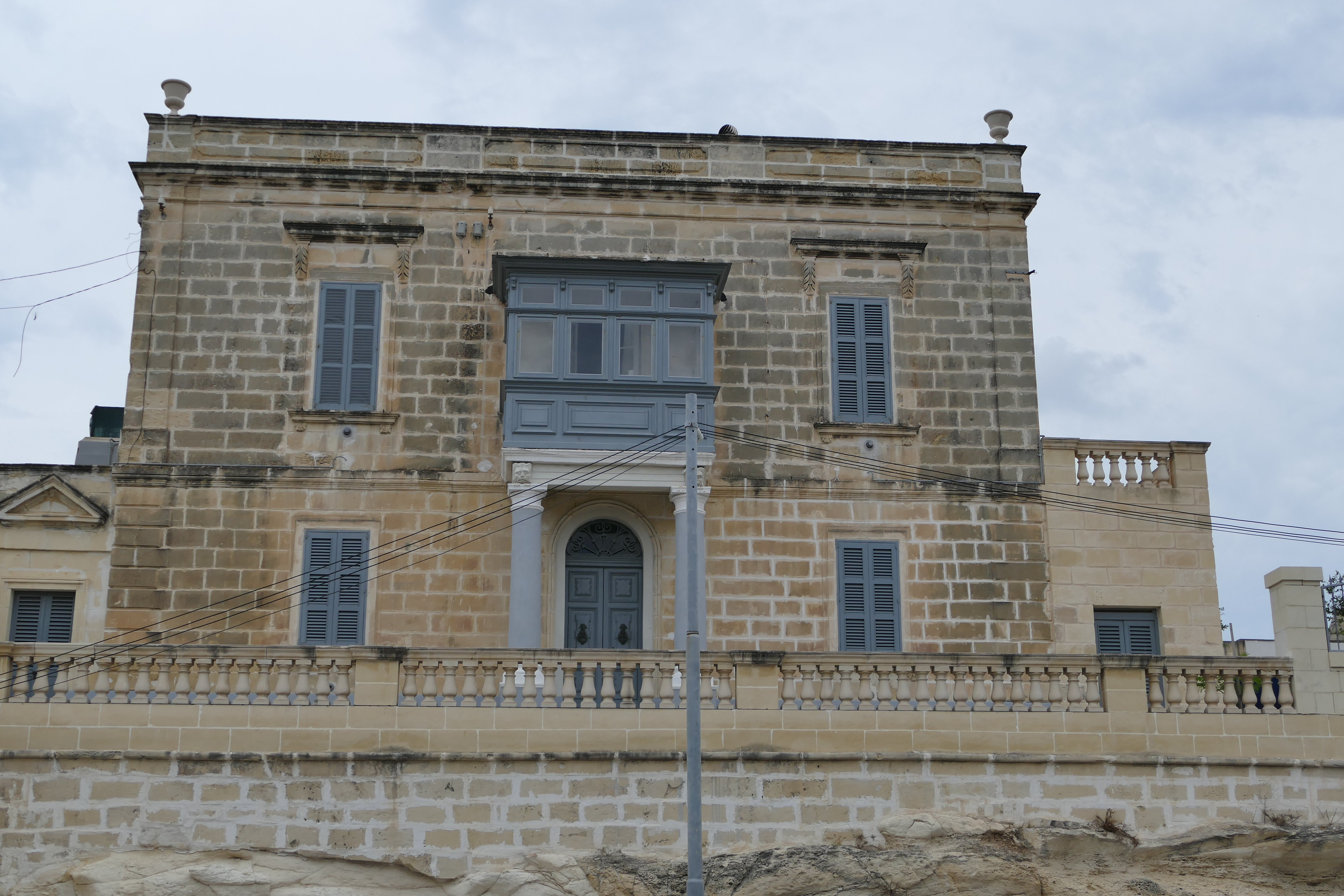
Villa Violette

## Sport
W miejscowości funkcjonuje klub piłkarski Marsa F.C. Powstał w 1920 roku. Obecnie gra w Maltese Second Division, trzeciej maltańskiej lidze. 
Marsa Race Track to jednokilometrowa trasa dla wyścigów konnych, która została zbudowana w 1868 roku.
Funkcjonuje tutaj również Royal Malta Golf Club (Królewski Maltański Klub Golfowy) powstały w 1888 roku.